# Garden Island (New York)
Pour les articles homonymes, voir Garden Island.
Garden Island est une île des États-Unis située dans le lac Champlain, dans l'État de New York.

## Toponymie
D’après la tradition, le nom « Garden Island » (littéralement « Île jardin ») viendrait du fait que les officiers de marine français et anglais l’ont utilisée, au cours du XVIIIe siècle, pour cultiver des légumes.
L'île est aussi connue en français comme étant la « Petite Île », du nom « Petite-Isle » que lui donne Samuel de Champlain en 1609 lorsqu’il explore le lac.
Au cours de la guerre d'indépendance des États-Unis, lors de la bataille de l'île Valcour, la flotte britannique avait pensé piéger la petite flotte du général américain Benedict Arnold dans la baie de Valcour, et apercevant Garden Island dans la brume matinale, y aurait vu la forme d’un navire américain, canonnant l’île qui y aurait gagné le surnom de « Gunboat Island » (littéralement « Île canonnière »).